# Kelli Garner
Pour les articles homonymes, voir Garner.
Kelli Garner (née le 11 avril 1984, à Bakersfield, Californie, États-Unis) est une actrice de cinéma américaine. Elle est apparue dans plusieurs séries télévisées, y compris la mini-série The Secret Life of Marilyn Monroe, dans laquelle elle interprète la célèbre actrice Marilyn Monroe.
Elle commence ses débuts d'actrice en 2000 dans un long métrage alors qu'elle est âgée de dix-sept ans. Elle apparaît également dans une variété de films et du cinéma indépendant du grand public, à la télévision et au théâtre. Sa carrière prend son essor avec un rôle dans un film d'animation Disney Mission-G (2009). Elle a joué par la suite un rôle principal dans la série dramatique Pan Am, mettant en scène une hôtesse de l'air. Le film Dreamland sorti en 2006, lui vaut le prix de la meilleure actrice au Method Fest Independent Film Festival.

## Biographie

### Enfance et débuts de carrière
Kelli Brianne Garner est né à Bakersfield, en Californie et a passé son enfance à Newbury Park avant que sa famille s'installe à Thousand Oaks. Durant sa jeunesse, elle se décrit comme étant une jeune fille timide et réservée, toutefois cela ne l’empêche pas de se démarquer et commence sa carrière à l'âge de 16 ans, repérée par un agent dans le Bar Mitzvah d'un ami. Étudiante à Thousand Oaks High School, elle a été choisie dans le court métrage Architecture of Assurance du réalisateur Mike Mills en 2000.
Elle a fait quelques apparitions dans des séries télévisées, dont un épisode de Buffy contre les vampires. Kelli parle bien le français, qu'elle a appris dans des cours particuliers. 
Son premier rôle à l'âge adulte est venu à dix-neuf ans grâce au réalisateur Martin Scorsese du film The Aviator (2004), dans lequel elle dépeint l'actrice Faith Domergue, face à Leonardo DiCaprio tout comme Howard Hughes. Kelli Garner dit avoir porté des lentilles de contact brunes à son audition, afin d'incarner davantage l'actrice Domergue.

### Succès
L'année suivante, elle apparaît dans le film Garde rapprochée réalisé par Stephen Herek mettant en vedette Tommy Lee Jones, par la suite elle fait une apparition dans Âge difficile obscur un film américain réalisé par Mike Mills en 2005 et sorti en France en 2006 aux côtés Lou Taylor Pucci et Vince Vaughn.
Elle a par la suite eu des rôles dans les films indépendants London (2005) et Dreamland (2006), dont ce dernier lui a valu le prix de la meilleure actrice au Method Fest Independent Film Festival, partagé avec la co-star Agnes Bruckner.
En 2015 elle joue un rôle-titre dans la mini-série The Secret Life of Marilyn Monroe, face à Susan Sarandon qui interprète sa mère. Au départ elle va même jusqu'à admettre qu'elle doute qu'elle puisse même avoir une quelconque ressemblance physique avec l'actrice emblématique. « Je me suis juste dit que je pouvais le faire et je l'ai fait. » explique Kelli Garner à propos de sa décision pour interpréter le rôle de Marilyn Monroe dans le long métrage The Secret Life of Marilyn Monroe. Avec Susan Sarandon qui joue la mère de Norma Jeane, Gladys Pearl Monroe, qui va définitivement la convaincre d'être dans le long métrage « une fois que Susan a été liée à cela, tout est devenu plus excitant parce qu'elle est l'une de mes actrices préférées. » explique Garner. Elle déclare également : « Apparemment, nous avons tourné une mini-série de quatre heures, mais je ne m'en souviens pas. C'était le flou le plus grand et le plus fou de ma carrière [...] avec autant de travail que je n'en ai jamais fais, mais c'était tellement amusant. »,
En 2019, Garner a un rôle dans le film d'action Godzilla II - Roi des Monstres, et a également joué le rôle principal en face de Jennifer Carpenter et Morris Chestnut dans la série The Enemy Within.

## Filmographie

### Cinéma
- 1999 : Architecture of Reassurance de Mike Mills ; Heather
- 2000 : Time Share de Sharon von Wietersheim : Kelly, la fille de la plage
- 2001 : Bully de Larry Clark : Heather June Swallers
- 2002 : Love Liza de Todd Louiso : La fille
- 2002 : Hometown Legend de James Anderson : Josie
- 2002 : Related (Court-métrage) de Joanie Wread
- 2002 : Outside de Jeff Mahler : La fille
- 2004 : Piggy Banks de Morgan J. Freeman : Archer
- 2004 : Aviator de Martin Scorsese : Faith Domergue
- 2005 : The Youth in Us de Joshua Leonard : Alicia
- 2005 : Âge difficile obscur (Thumbsucker) de Mike Mills : Rebecca
- 2005 : Garde rapprochée (Man of the House) de Stephen Herek : Barbara Thompson
- 2005 : London de Hunter Richards : Maya
- 2006 : Dreamland de Jason Matzner : Calista
- 2006 : Return to Rajapur de Nanda Anand : Samantha Hartley/Samantha Doyle
- 2007 : Red Velvet : Linda
- 2007 : Une fiancée pas comme les autres (Lars and the Real Girl) de Craig Gillespie : Margo
- 2007 : Normal Adolescent Behavior : Billie
- 2009 : Hôtel Woodstock (Taking Woodstock) de Ang Lee : La fille
- 2009 : Mission-G (G-Force) de Hot Yetman : Marcie
- 2010 : Trop loin pour toi de Nanette Burstein : Brianna
- 2011 : The Lie (en) : Brianna
- 2012 : Neigbors : Maggie Jerritt
- 2013 : Horns d'Alexandre Aja : Glenna
- 2016 : One More Time de Robert Edwards : Corinne
- 2023 : Walden de Mick Davis : Emily Duperon

### Télévision
- 2000 : This Is How the World Ends (Téléfilm) : Christmas
- 2001 : Buffy contre les vampires (Buffy the Vampire Slayer) (série télévisée) : Kristie
- 2001-2002 : Parents à tout prix (Grounded for Life) (série télévisée) : Tracey
- 2003 : Regular Joe (série télévisée) : Nikki
- 2004 : New York, unité spéciale (Law & Order: Special Victims Unit) (saison 5, épisode 17) : Brittany O'Malley
- 2010 : My Generation (série télévisée) : Dawn Barbuso
- 2011-2012 : Pan Am de Jack Orman (série télévisée) : Kate Cameron
- 2014 : Looking de Michael Lannan (série télévisée) : Sœur de Patrick
- 2015 : The Secret Life of Marilyn Monroe (Téléfilm en 2 parties) : Norma Jeane Mortenson alias Marilyn Monroe
- 2019 : The Enemy Within de Ken Woodruff (série télévisée) : Kate Ryan